# Jozef Hanker
Ing. Jozef Hanker, CSc. (* 11. září 1934, Pezinok, Československo) je vědecký pracovník a bývalý poslanec SNR a NR SR za HZDS.

## Biografie
Jozef Hanker byl zvolen poslancem SNR za HZDS ve parlamentních volbách v roce 1992 v západoslovenském volebním kraji. Byl členem národohospodářského a rozpočtového výboru parlamentu. V roce 1992 hlasoval pro přijetí Deklarace SNR o svrchovanosti SR, i pro Ústavu SR. V předčasných parlamentních volbách v roce 1994 kandidoval za koalici HZDS–RSS, ale nebyl zvolen.
Následně působil jako ředitel Výzkumného úřadu práce, sociálních věcí a rodiny v Bratislavě. Do parlamentu nastoupil jako náhradník v prosinci 1995 za Jána Tužinského, který byl tehdy generálním ředitelem Slovenského rozhlasu, a který se v souvislosti s přijatým ústavním zákonem o střetu zájmů rozhodl vykonávat funkci ředitele rozhlasu. V parlamentu nahradil Jána Tužinského v zahraničním výboru. Poslancem byl do konce volebního období v roce 1998. V roce 1998 mu byl udělen Řád Andreje Hlinky I. třídy za mimořádné zásluhy o vznik Slovenské republiky.